# Федорівка (зупинний пункт, Південна залізниця)
Федорівка — зупинний пункт Ізюмського напрямку. Розташований між станцією Циганська та зупинним пунктом 368 км. Пункт розташований поблизу села Крамарівка Ізюмського району. На пункті зупиняються лише приміські потяги. Пункт відноситься до Харківської дирекції Південної залізниці.
Відстань до станції Основа — 119 км .